# Wilfredo Manlapaz

Wappen von Wilfredo Manlapaz

Wilfredo Dasco Manlapaz (* 7. April 1941 in Daet, Camarines Norte, Philippinen) ist ein philippinischer Geistlicher und emeritierter römisch-katholischer Bischof von Tagum.

## Leben
Wilfredo Manlapaz empfing am 6. Dezember 1964 das Sakrament der Priesterweihe für das Erzbistum Caceres.
Am 22. Dezember 1980 ernannte ihn Papst Johannes Paul II. zum Titularbischof von Tanudaia und bestellte ihn zum Weihbischof in Maasin. Der Apostolische Nuntius auf den Philippinen, Erzbischof Bruno Torpigliani, spendete ihm am 7. Februar 1981 die Bischofsweihe; Mitkonsekratoren waren der Erzbischof von Caceres, Teopisto Valderrama Alberto, und der Bischof von Maasin, Vicente Ataviado y Tumalad.
Papst Johannes Paul II. ernannte ihn am 31. Januar 1986 zum Bischof von Tagum. Papst Franziskus nahm am 7. April 2018 seinen altersbedingten Rücktritt an.